# Hesdey Suart
Hesdey Suart (Capelle aan den IJssel, 30 januari 1986) is een Nederlands voetballer als verdediger speelt.
Suart speelde als verdediger in het profvoetbal voor Helmond Sport, AGOVV Apeldoorn en Cracovia Kraków in Polen.

## Carrière
| Seizoen        | Club             | Land      | Competitie     | Wed. | Goals |
| -------------- | ---------------- | --------- | -------------- | ---- | ----- |
| 2005/06        | Vitesse          | Nederland | Eredivisie     | 0    | 0     |
| 2006/07        | Vitesse          | Nederland | Eredivisie     | 0    | 0     |
| 2006/07        | Helmond Sport    | Nederland | Eerste divisie | 15   | 1     |
| 2007/08        | Helmond Sport    | Nederland | Eerste divisie | 22   | 1     |
| 2008/09        | Helmond Sport    | Nederland | Eerste divisie | 27   | 0     |
| 2009/10        | AGOVV Apeldoorn  | Nederland | Eerste divisie | 30   | 2     |
| 2010/11        | AGOVV Apeldoorn  | Nederland | Eerste divisie | 2    | 0     |
| Totaal         | Totaal           | Totaal    | Totaal         | 96   | 4     |
| Bijgewerkt tot | 25 augustus 2010 |           |                |      |       |